# 南昌作戦
南昌作戦（なんしょうさくせん）は、日中戦争において、中華民国の中国軍と大日本帝国の日本軍との間で行われた戦闘。江西省南昌市を中心に行われた。武漢作戦が終結してからは初めての大規模な戦闘となった。別名を南昌会戦ともいう。

## 背景
武漢作戦で中国軍は日本軍に敗北し、漢口を喪失した。しかし、中国が戦意を喪失し日中戦争が終結することはなく、首都を既に中国奥地の重慶に移動させていた中華民国は徹底抗戦の構えを見せる。日本も日中戦争が泥沼化し終結への収拾の見込みが付いていないことを悟り、占領地の積極的な拡大方針を打ち切った上、これまで獲得した占領地の治安確保を重点とする戦略持久方針を打ち出した。そのような中で実行されたのが呂集団作戦の一部である、日本の南昌への侵攻作戦である。
武漢の南東にある南昌は鉄道の要所であり、第三戦区と第九戦区を結ぶ主要な補給線になっていた浙贛線が通っていた。また、長江沿いの航路を脅かすことのできる飛行場の所在地でもあった。日本軍の南昌への侵攻は、こうした鉄道や飛行場を奪取することで江南一帯を安定して確保することが目的であった。
かつて国民革命軍の第五戦区と第九戦区の根拠地であった武漢は大日本帝国陸軍第11軍の基地として使われた。一方中国国民党は第9戦区の指揮系統を再編成し、指揮官は名義上陳誠が武漢作戦からそのまま勤めることになっていたが、実際のところは薛岳が作戦を指揮した。会戦が勃発する直前には国民革命軍は52個師団、20万人を南昌に集結させていたものの、兵站に問題を抱えていて効果的な編成ができていなかった。

### 前哨戦
1938年7月、日本軍が武漢を攻撃している間、同軍は南昌にも接近しようとした。しかし国民党革命軍は修水に有力な陣地を築いていて、日本軍の進撃はそこで停止させられた。その後も川の両側で膠着状態が続いた。

## 戦闘

### 日本軍による攻撃

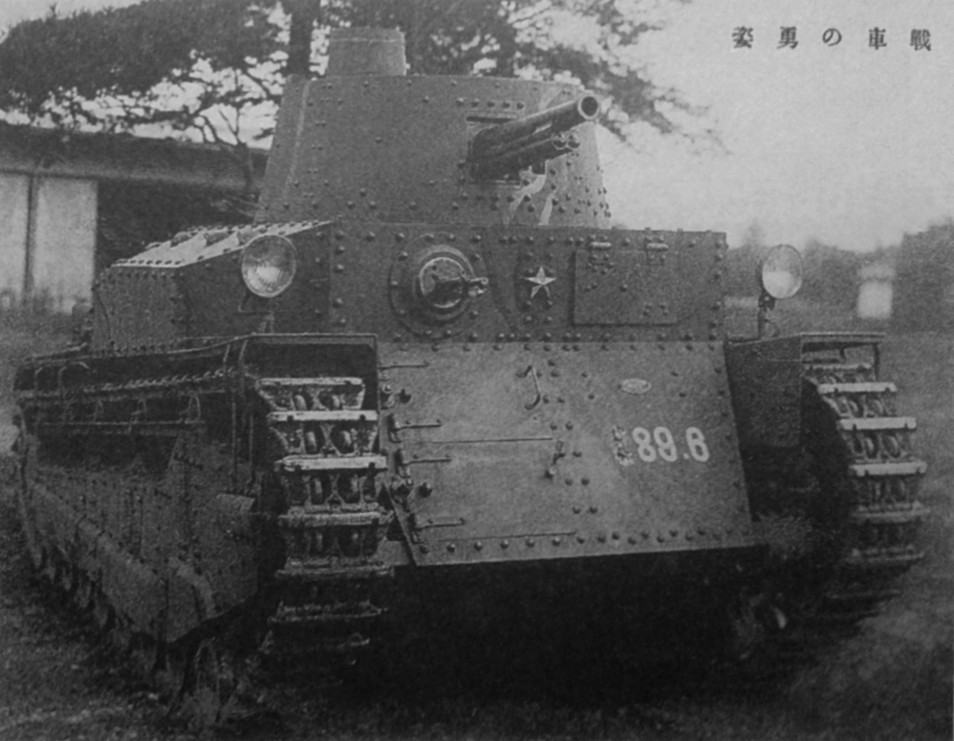
89式戦車甲 前期型

1939年春、日本軍は南昌攻略のため増強された部隊で侵攻を開始した。3月20日、岡村寧次司令官が直接指揮を取る砲兵部隊が修水の中国軍防御陣地を砲撃。この砲撃は200門余りの重砲を有する部隊が三時間に渡って行ったもので、日中戦争時の日本軍としては最大の規模を誇った。また修水の陣地へ、日本軍は化学兵器を使用した。ガス弾であるあか弾が一万発以上用意され、そのうち相当数使用されたと言われている。その後砲兵と戦車によって支援された日本軍は、修水の渡河に成功した。
3月26日までに、日本軍は修水に確保した橋頭堡から南昌西門にまで侵攻した。この時、戦車によって支援された日本軍は第三戦区からの中国の援軍を撃破している。その後岡村寧次の部隊は南昌の北から南に向かっている別の日本軍の連隊と合流し、南昌の包囲攻撃を開始。翌日、中国側が大損害を被り南昌の街は陥落した。日本軍は4月まで南昌周辺の農村地帯の抵抗戦力の掃討を行った。

### 中国の反撃・撤退
日本軍に南昌市を奪われたのにもかかわらず、江西省にいる中国軍は引き続き抵抗を続けた。4月末に、日本軍は一部の部隊を他の地域での作戦を支援するために移動させた(襄東会戦を参照)。中国国民党は日本軍の戦闘部隊の兵力が弱体化したことを好機ととらえ、南昌市奪還のための反撃を計画した。日本軍の外部への接触を遮断し、後方から敵を攪乱させる作戦であった。4月21日、第三戦区と第九戦区の勢力によって南昌の北・西・南から奇襲攻撃が行われた。南昌南部では、奇襲した国民党軍が迅速に日本の守備を突破。5日間の容赦ない攻撃の後、4月26日には南側から攻勢をかけていた第32集団軍が南昌市の郊外にまで侵攻した。一方、中国軍の攻勢の中でも日本軍は修水を保持し続け、そこから継続的に日本軍に補給と援軍を送り続けた。
4月27日、日本軍は市の南部で反撃を開始した。大砲による射撃支援と空からの支援によって、日本軍は都市周辺のいくつかの拠点を奪還。中国軍の師団は撤退することを余儀なくされた。翌週は、日中両軍が守備陣地にこもっていたため戦闘は停滞した状態となっていた。蔣介石はこの紛争を早急に終わらせることを望み、 5月2日に南昌を取り囲む中国の部隊に、5日までに都市を奪還するよう命じた。この命令によって、中国軍は南昌をめぐる戦争を早期に終わらせようと新たな攻撃を計画・開始したが、日本軍は継続的な援軍を送っており、この日本軍を押し返すことはできなかった。数日間の激しい戦闘の末中国軍側は死傷者を多数出し、疲弊し切って5月9日に撤退を余儀なくされた。同様に日本軍も疲弊していて、退却する中国軍の追撃はしなかった。

## 影響
この戦闘の影響による死傷者は、中国人が51,328人、日本人が24,000人と報告されている。南昌の陥落後、日本側は江西省と湖南省の支配を強化した。しかし、中国国民党はその地域での存在を維持し続けた。日本側の勢いはソビエト連邦との国境衝突により中断され、その後すぐにノモンハン事件が勃発した。

## 美術
- 『南昌飛行場の焼打』（藤田嗣治 1938年-1939年）[9]